# 클레그하크

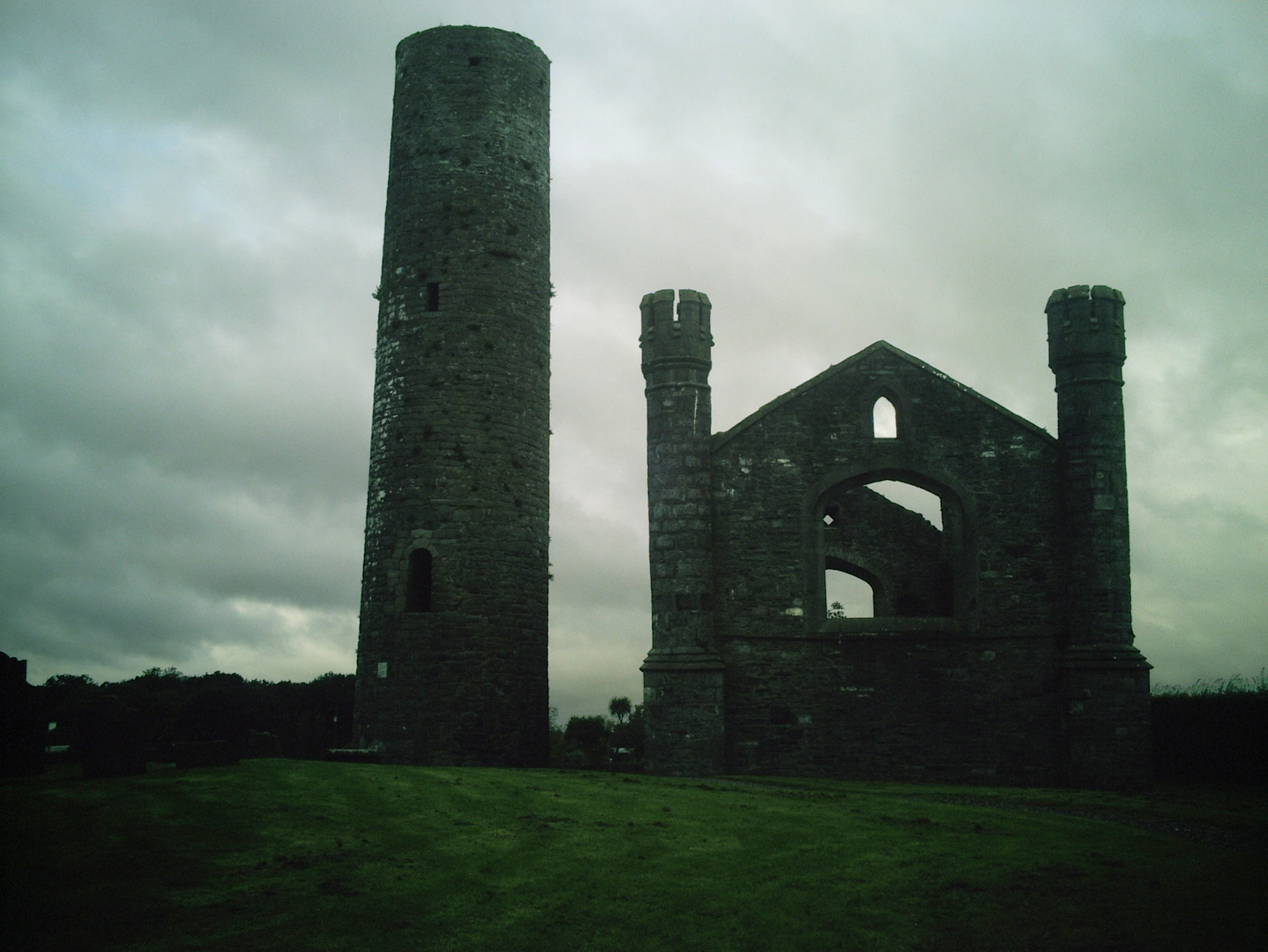

클레그하크(아일랜드어: Cloigtheach), 복수형 클레그히허(아일랜드어: Cloigthithe)는 아일랜드에서 주로 발견되는 중세 초기의 석조건축물이다. 영어로는 아일랜드식 원탑(Irish round tower)라고 한다. 스코틀랜드에도 두 기, 맨섬에도 한 기가 있지만 나머지 120여 기는 모두 아일랜드에 있다. 그 중 보존상태가 완벽한 것은 20개 정도 된다. "클레그하크"라는 아일랜드어를 문자 그대로 해석하면 종탑(bell house)이라는 뜻이지만, 이 건축물들의 구체적인 용도는 현재까지도 불명이다.

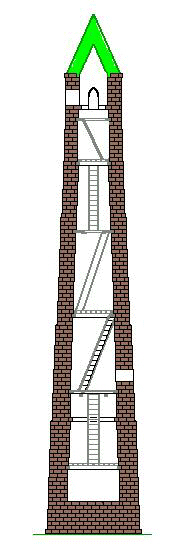
아일랜드식 원탑의 단면도.

기본적인 구조는 둥글고 높은 탑 모양으로, 높이는 18 미터에서 높으면 40 미터에 이르고, 원둘레는 12 미터에서 18 미터 정도다. 대개 토대를 다지지 않고 그냥 쌓아올렸으며, 내부는 여러 층으로 나뉘어 있는데 사다리를 통해서 층 사이를 오간다. 각 층들에 하나씩 있는 창문들은 시계방향으로 돌아가면서 나 있다. 대부분 9세기에서 12세기 사이에 지어졌다.
예전에는 바이킹 같은 도적떼로부터 지역 주민들이 피신하던 장소였다는 해석이 이루어졌다. 높은 탑 위에서 바이킹 세력이 포착되면 주민들, 또는 최소한 성직자 등의 지역 요인들이 안에 들어가서 탑의 위층으로 올라간 뒤 사다리를 치워버렸다는 것이다. 하지만 이 설에는 많은 약점이 있다. 무엇보다 토대 없이 지어진 건물이라 그런 공격을 당했을 때 버틸 수 있을 만큼 튼튼하지가 못하고, 문은 나무로 만들어져서 쉽게 불탄다. 게다가 구조가 굴뚝이나 다름없기 때문에 아래층에 불을 지르면 윗층으로 피신한 사람들도 모조리 질식할 수밖에 없다. 실제로 원탑 안에서 불타 죽은 사람들에 대한 기록도 있다.
그래서 아일랜드어 이름 그대로 종탑이었을 것이라는 설이 19세기부터 제기되었다. 하지만 아일랜드어는 오랫동안 많은 변화를 거쳐온 언어이다. 발음이 거의 유사한 클레크하크(cloichtheach)는 아일랜드어로 그냥 돌탑이라는 뜻이고, 1167년 노르만인들이 아일랜드를 침공하기 전까지 아일랜드에는 클레그하크 이외의 석조 건축물이 매우 드물었다. 그래서 이 설 역시 확증할 수 없는 상태다.

## 같이 보기
- 브라흐
- 카러그 파드러그